# 霧峰護國寺
24°03′21″N 120°40′46″E / 24.055766°N 120.679495°E
霧峰護國寺，是位於臺灣臺中市霧峰區南柳里的佛寺，原為齋教之齋堂「天禮堂」，以小說《旋風》知名的姜貴曾在此養病。

## 沿革
日治時期大正九年（1920年），一位鄒姓信士在柳樹湳（現南柳村）以土坯薄瓦竹木等建材蓋起主祀玉皇大帝的「天禮堂」，後殿則祭祀橫三世佛。此廟堂又名「福善堂」，方位面東，坐落於田野間，可望見南投一帶的山區。1921年，余紹賡和鄒榮光獻匾「慈雲滿院」。

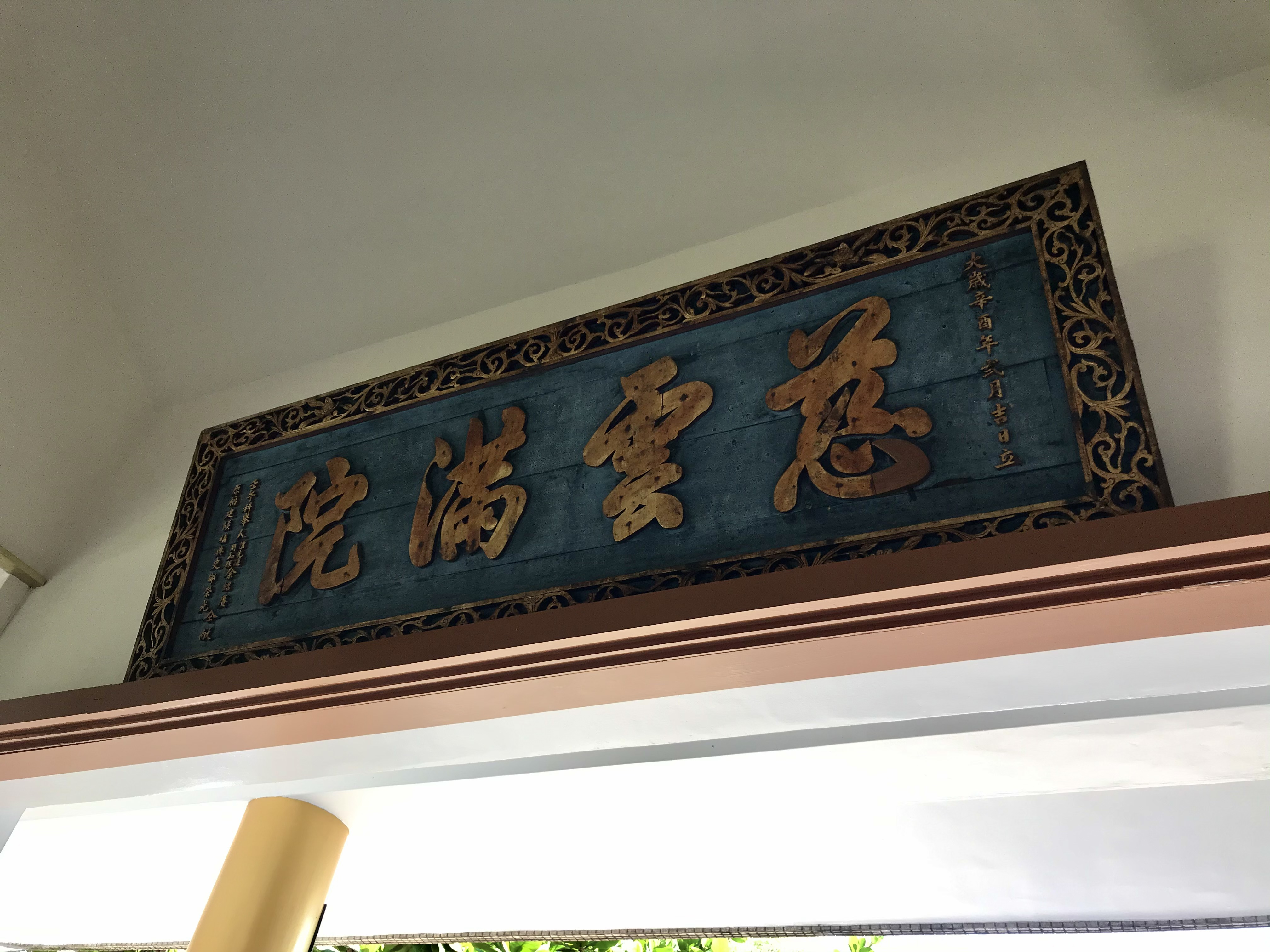
「慈雲滿院」匾

1964年，中醫師鐘衍蕃得知此佛堂有意出售，便告知正在北屯南普陀寺佛學院作教務主任的廣化法師。廣化法師曾任台中慈善寺主持，因此願捐錢的信徒不少。郭振坤、張慧淨兩居士最先響應，捐款為倡。在簽買賣合約後，鐘衍蕃便利用假日帶同佛學院學生前來清掃、興工。由廣化法師親題「大雄寶殿」四字，請河北人李傑超求于右任題額、二門牌坊則是趙恒惕書寫。
1967年由廣化法師接管後，改稱「護國寺」。因地方偏遠、聯絡不便，鐘衍蕃便在霧峰市區的省道線創辦一家中藥店兼護國寺聯絡處，對貧民施診施藥，尼亦完全免費，後來又有一位游博文中醫師也來幫忙。
1969年，如虛法師接任第二任住持。當時寺地屬於臺糖，租金負擔沉重，他便以榮民身分，具呈退除役官兵輔導會，說明原是天禮堂早已使用過六十年，既成事實所限，所估土地不可能再恢復為耕地，請退輔會請臺糖准許把這塊土地賣給寺方，幾經奔走呼籲，終獲准許。
2006年3月5日，海量法師任第三任主持。

## 姜貴

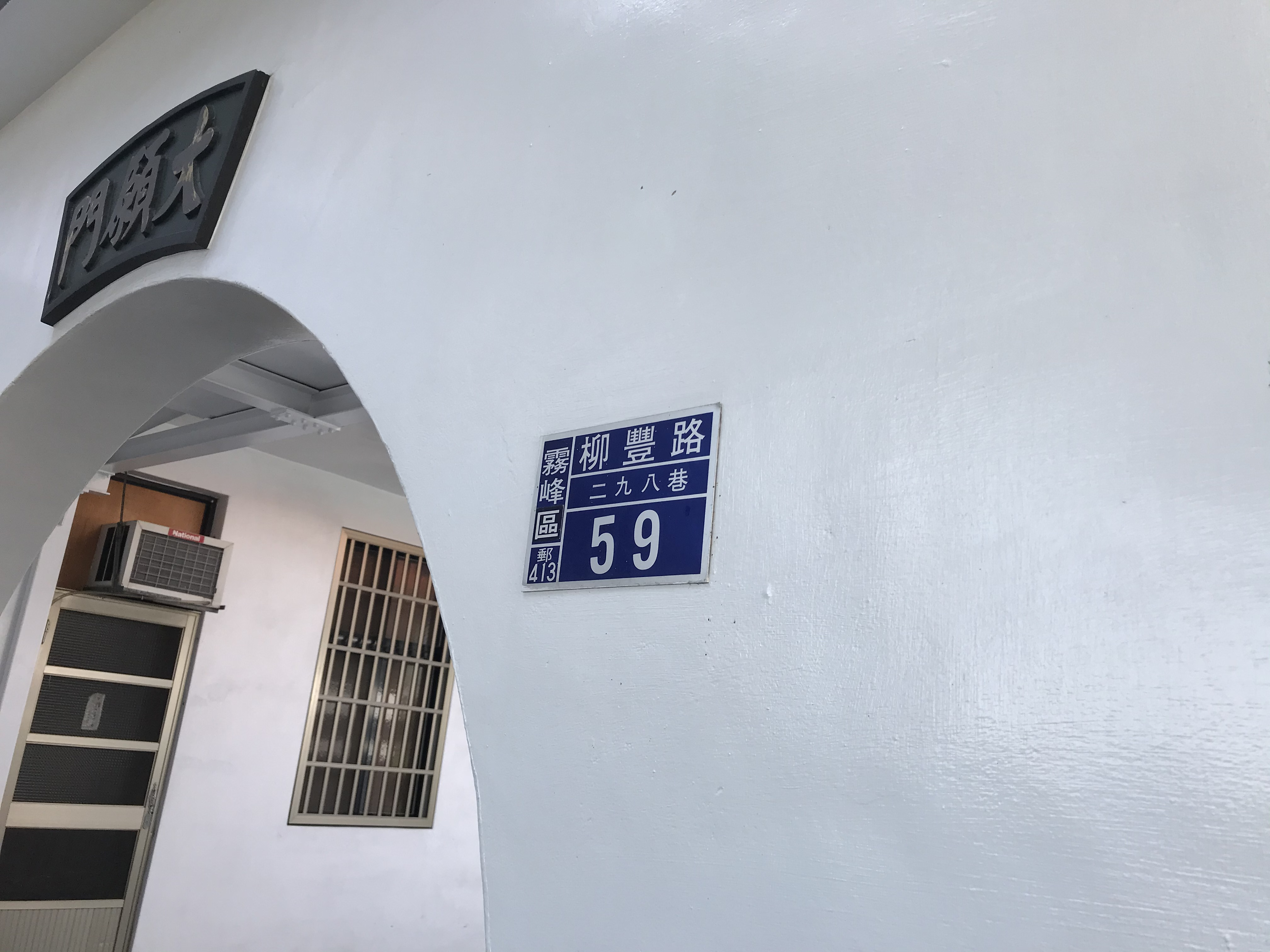
門牌

1976年，姜貴來護國寺養病。1977年4月，他撰文〈護國寺的燕子〉，寫喜歡此處，是因有讓他回到原籍故居的感覺，且南柳村、寺院都很清靜。這裡沒有人會干擾他這位基督教徒的信仰自由，讓他很欣賞。他曾搬去臺中市某公寓住五個月，之後又搬回來。但他透露在這兒的一大問題是看報紙，因此處沒有早上送報，報紙是隨郵差送信時一塊兒送到，像1978年他得到吳三連文藝獎時，還是《聯合報》記者彭碧玉親自在夜間開車去寺院通知的。
住到護國寺後，姜貴以所接觸的環境為背景，寫下一部十萬字的小說《花落蓮成》，裡面描寫年輕女孩出家的故事，之後他便收到許多年輕女子談論出家的信，而他總是回信勸人家不要出家。他也曾寫信給作編輯的應鳳凰，說任何出版社只要預付八萬元版稅，他就能在八個月內交出一部三、四十萬字超過《旋風》文學價值的小說。應鳳凰也去過護國寺，想幫姜貴編本短篇小說選。
1980年，姜貴去世後，《聯合報》將他撰文推薦霧峰護國寺的遺作〈護國寺開山記〉刊登。